# Lijst van plantensoorten uit het Carboon

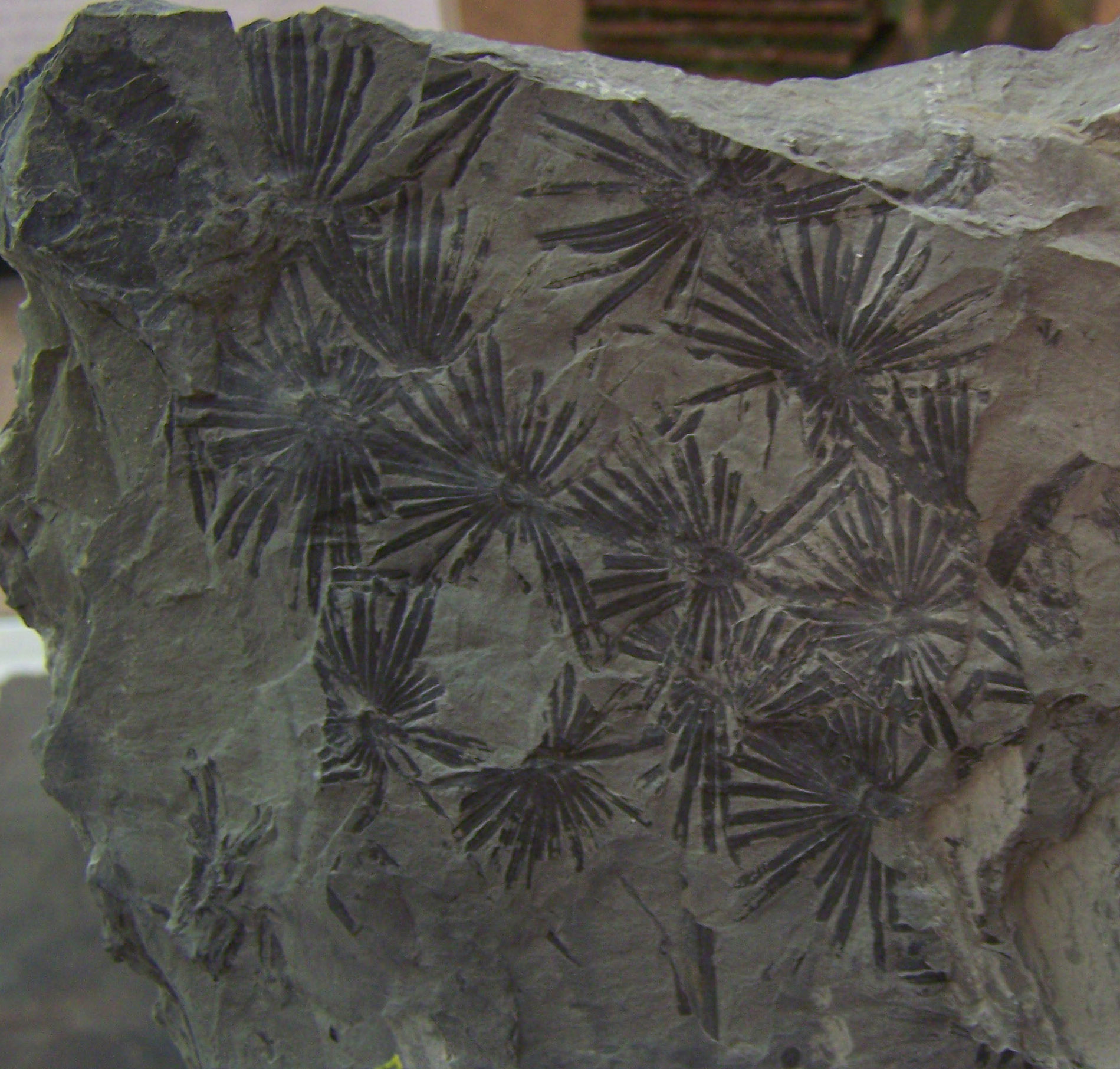
Annularia stellata

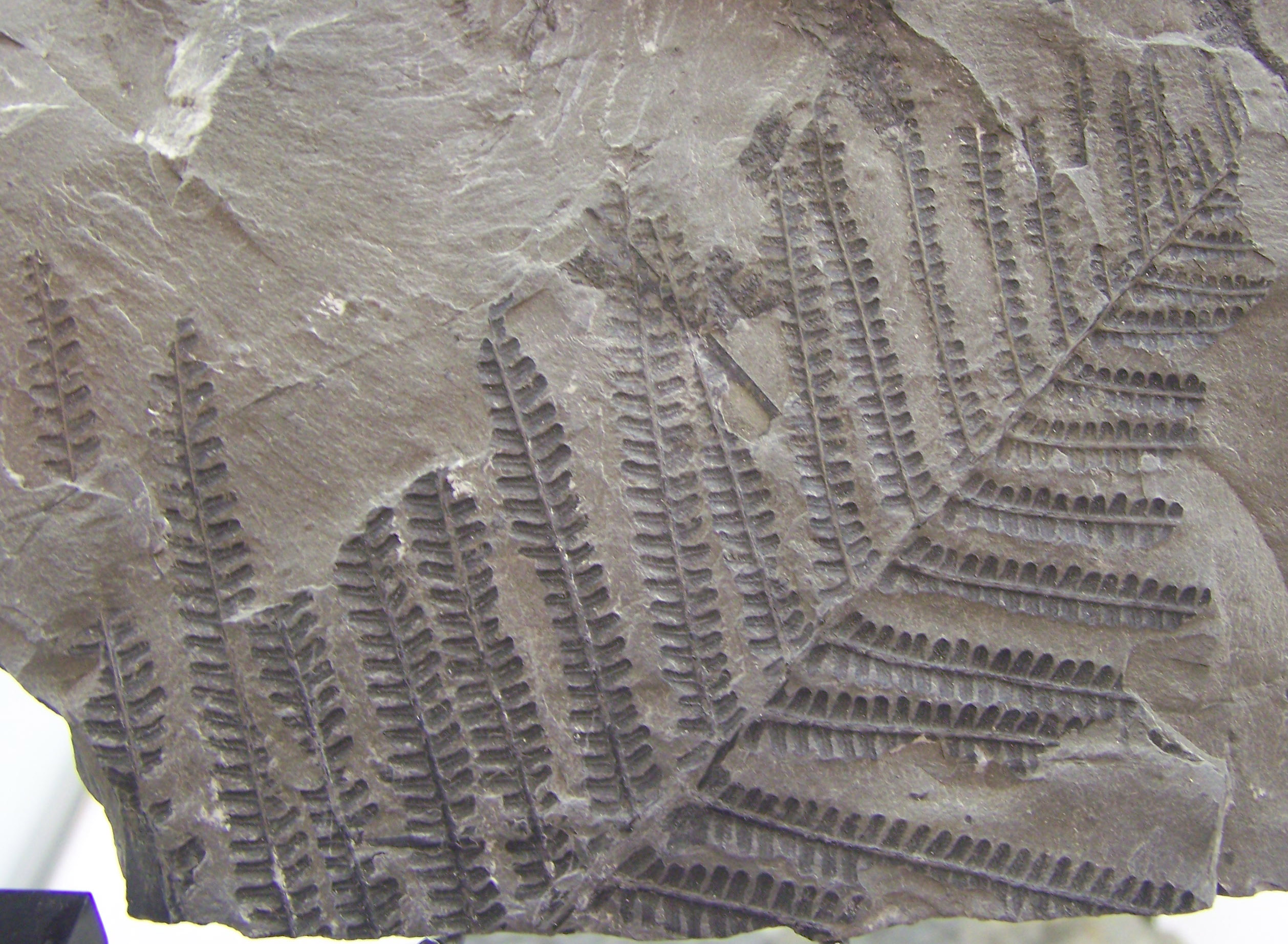
Pecopteris arborenscens

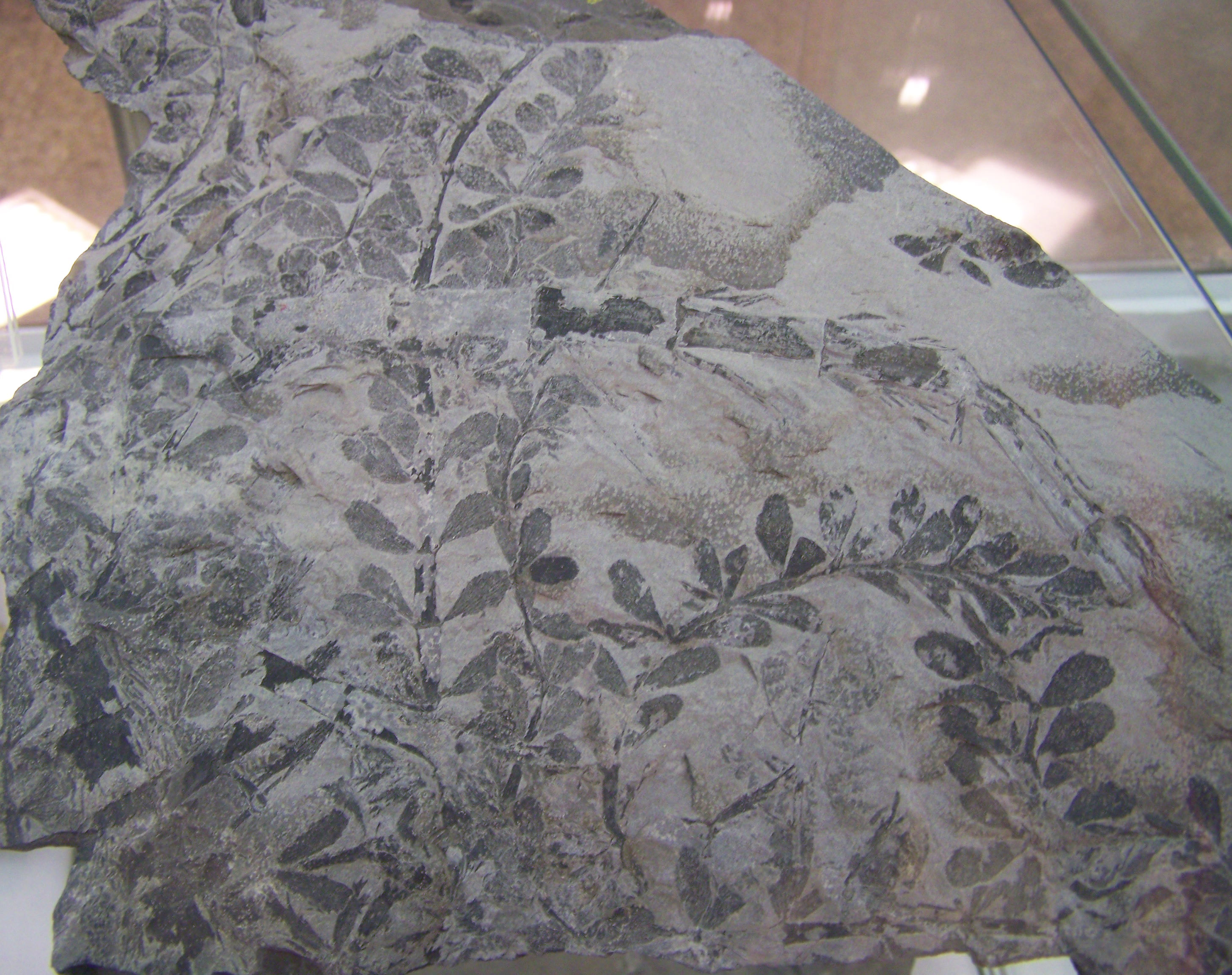
Spenophyllum miravallis

SpecifiekSoorten en geslachten bekend uit het Devoon en het Carboon van Noordwest-Europa,
- Alethopteris
- Annularia
  - Annularia stellata
- Artisia
  - Artisia granulosa
- Calamites
  - Calamites suckowi
- Calamostachys
- Cardiocarpus
- Cibotium
- Cordaïtes
  - Cordaïtes principalis
- Cordaïanthus
- Cordaïcladus
- Cycas
  - Cycas revoluta > levend fossiel
- Cyclopteris
- Dicksonia
- Eusphenopteris
  - Eusphenopteris brogniartii
  - Eusphenopteris neuropteroides
  - Eusphenopteris striata
- Ginkgo
- Lepidostrobus
- Mariopteris
  - Mariopteris muricata
  - Mariopteris nervosa
  - Mariopteris sauveurii
- Neuropteris
  - Neuropteris attenuata
  - Neuropteris dussarti
  - Neuropteris heterophylla
  - Neuropteris münsteri
  - Neuropteris obliquata
  - Neuropteris pseudogigantea
  - Neuropteris scheuchzerie
  - Neuropteris tenuifolia
- Palmatopteris
  - Palmatopteris furcata
- Pecopteris
  - Pecopteris miltonii
  - Pecopteris plumosa
- Psaronius
- Reticulopteris
  - Reticulopteris münsteri
- Sigillaria (Zegelboom)
  - Sigillaria boblayi
  - Sigillaria brardii
  - Sigillaria cumulata
  - Sigillaria elegans
  - Sigillaria elongata
  - Sigillaria mammiliaris
  - Sigillaria ovata
  - Sigillaria principes
  - Sigillaria rugosa
  - Sigillaria schlotheimiana
  - Sigillaria scutellata
  - Sigillaria tesselata
- Sphenophyllum
  - Sphenophyllum coemansii
- Sphenopteris
- Stigmaria
- Syringodendron
- Syringostrobus